# Chuva congelada

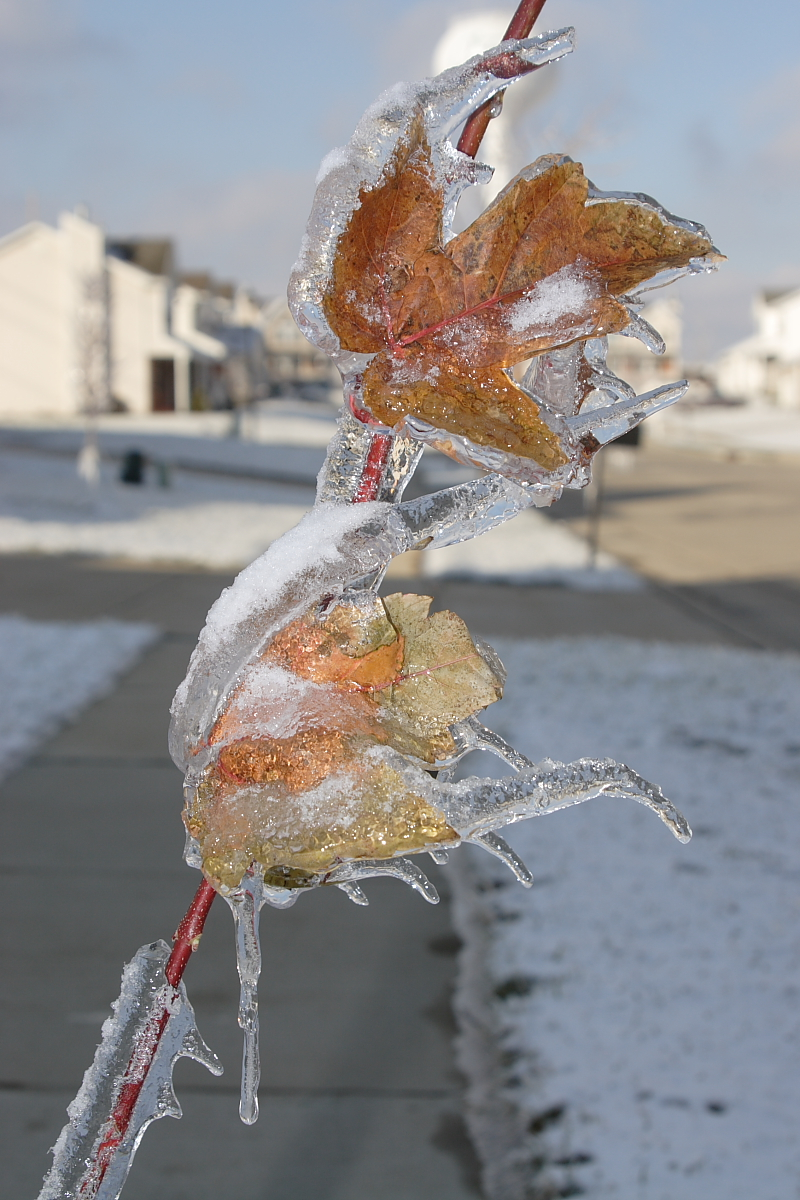
Detalhe de uma planta coberta de chuva congelada

A chuva congelada ou chuva congelante é a chuva que cai em estado líquido e congela ao entrar em contato com a superfície. É um tipo de precipitação que começa a cair desde as nuvens à superfície atravessando uma camada atmosférica com temperatura de subcongelamento (temperatura inferior a 0 °C), atingindo então um estado termodinâmico meta estável. Ao impactar com a superfície, a gota recebe a energia necessária para que ocorra a transição de fase, partindo instantaneamente do estado líquido para o sólido.  Esta água, então, congelar-se-á ao impactar-se com qualquer objeto que encontre, podendo o gelo acumular-se até vários centímetros, com uma camada de gelo transparente que "vitrifica" os objetos, causando muitas vezes sérios acidentes de trânsito devido ao congelamento instantâneo das pistas.

## Mecanismo

Diagrama de temperatura versus altura, para diferentes tipos de precipitação. A linha vermelha mostra como a chuva congelada se forma, com a neve derretendo ao passar pela camada com temperatura mais elevada e, após passar esta camada, entrando no estágio de sobrefusão.

Usualmente, a chuva congelada associa-se com a aproximação de uma frente quente, quando o ar frio, a uma temperatura igual ou inferior ao ponto de congelamento, fica preso aos níveis mais baixos da atmosfera, com correntes de calor moderado nas partes mais altas. Na América do Norte, por exemplo, isto ocorre quando um sistema de baixa pressão move-se desde o vale do Rio Mississippi em direção à cordilheira dos Apalaches e ao vale do Rio São Lourenço, na estação fria do ano, e existe um sistema de alta pressão situando-se mais ao leste. o ar quente do Golfo do México é com frequência o responsável pelas precipitações congeladas.
O ar quente logo é forçado mais acima, onde altera drasticamente a temperatura na camada média, ao redor de 800 milibares. Se a advecção for suficientemente forte para aquecer uma fina camada a vários graus sobre o ponto de congelamento por um breve período, ou uma camada maior levemente acima de 0°C por um período longo, a neve que cair nesta camada fundir-se-á e converter-se-á em gotas de chuva que se congelarão ao atingirem o solo, se este estiver a uma temperatura de 0°C ou inferior.

## Efeitos

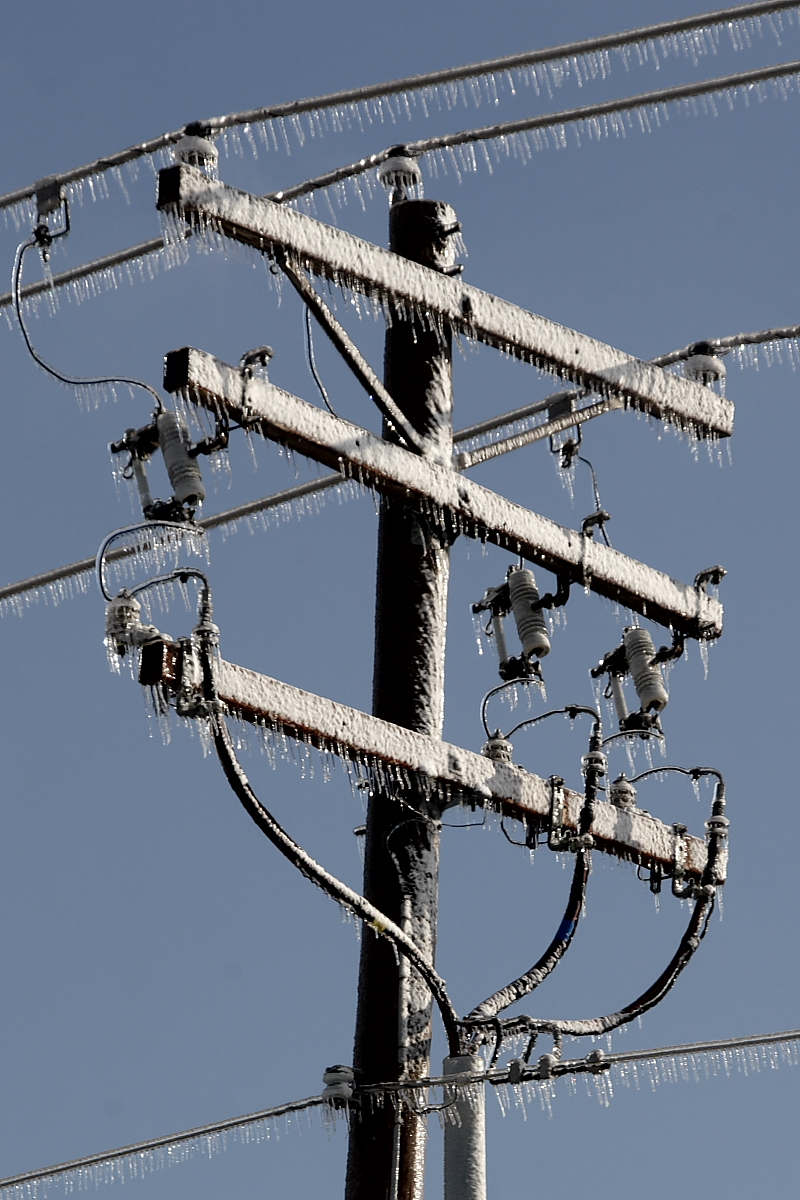
Linhas de alta tensão congeladas após uma chuva

Com frequência, a chuva congelada causa importantes blecautes. Os cabos cobertos com gelo tornam-se extremamente pesados, o que faz com que se rompam os pólos de apoio, os isolantes e as linhas. Além disso, os galhos das árvores cobertas com muito gelo podem quebrar-se e cair sobre as linhas elétricas. Ademais, o gelo que se forma nas rodovias deixa perigosa a condução de veículos. Diferentemente da neve, o gelo úmido produz uma redução na tração, e os veículos estão mais propensos a deslizar e sofrer acidentes.
Os efeitos na vegetação podem ser graves, pois as plantas não podem suportar o peso do gelo. Algumas árvores, como as coníferas, podem ser vítimas das tempestades de gelo na medida em que suas acículas podem acumular gelo, mas não são capazes de aguentar o peso deste.